# ジョンストン・オリンヴィ
ジョンストン・オリンヴィ（Johnstone Olindi、1999年11月4日 - ）は、ケニアのラグビーユニオン選手。

## プロフィール
- ケニア・ナイロビ出身[2]。
- ポジションはフルバック(FB)。
- 身長 177cm、体重 68kg

## 略歴
2021年、東京五輪の7人制ケニア代表に選ばれた。